# Tímár Vince
Tímár Vince (1954 –) magyar ejtőernyős sportoló. Polgári foglalkozása esztergályos.

## Életpálya
Az ejtőernyős sporttal 1970-ben ismerkedett meg. Magyarországon ő érte el leggyorsabban az ezredes ugrási számot. 1973-tól a válogatott keret tagja. Több hazai és nemzetközi verseny résztvevője. Sorkatonai idején Hüse Károly volt a parancsnoka.

## Sportegyesületei
- Békéscsabai Repülő Klub

## Sporteredmények
- 1971-ben a Viharsarok Kupa versenyen célba ugrásban ezüstérmes,
- 1975-ben 1334 ugrás van mögötte,

### Világbajnokság
- XIII. Ejtőernyős Világbajnokságra 1976. szeptember 10. valamint szeptember 26. között Olaszországban, Rómában a Guidonai repülőtéren került sor, ahol a válogatott további tagjai: Varga József, Janovics Ferenc, Mészárovics György, Hüse Károly volt.
  - az 1000 méteres csoportos célba ugrásban Magyarország a negyedik helyen végzett,
- XIV. Ejtőernyős Világbajnokságra 1978. augusztus 26. és szeptember 6. között került sor Jugoszláviában, Zágrábban. A válogatott további tagjai: Mészárovics György, Juhász Zoltán, Varga József és Janovics Ferenc volt.
- XV. Ejtőernyős Világbajnokságra 1980. augusztus 15. illetve augusztus 28. között Bulgáriában, Kazanlak városában került sor, ahol magyar férfi válogatott további tagjai: Juhász Zoltán, Mészárovics György, Janovics Ferenc, Varga József volt.
- XVI. Ejtőernyős Világbajnokságra Csehszlovákiában került sor 1982. augusztus 6. - augusztus 20. között Losoncon.  A magyar férfi válogatott további tagja: Mészárovics György, Pintér József, Kardos János és Juhász Zoltán volt. 
  - az 1000 méteres csoportos célba ugrás /4 ugrás/ férfi versenyé Magyarország az 5-ik helyet érte el,

### Magyar bajnokság
- XVIII. Ejtőernyős Nemzeti Bajnokság megrendezésére 1975. augusztus 23. - augusztus 28. között került sor Gödöllőn, ahol
  - 700 méteres egyéni célba ugrásban /10 értékelt ugrással/ - bronzérmes,
  - 2000 méteres stílusugrásban – ezüstérmes,
  - egyéni összetettben országos bajnok,
- XIX. Magyar Ejtőernyős Nemzeti Bajnokságot 1977. augusztus 23. és augusztus 28. között Gödöllőn tartották, ahol
  - stílusugrásban és összetettben országos bajnok,
  - 700 méteres egyéni célba ugrásban /10 ugrással/ – ezüstérmes,
- XX. Magyar Ejtőernyős Nemzeti Bajnokságra 1979. augusztus 6. - augusztus 12. között került sor Gödöllőn, ahol 
  - 2000 méteres stílusugrásban országos bajnok,
  - egyéni összetett versenyben – ezüstérmes,
- XXI. Magyar Ejtőernyős Nemzeti Bajnokság megrendezésére 1981. október 17. - október 25. között került sor Békéscsabán, ahol
  - 600 méteres egyéni célba ugrásban /7 ugrással 0 - 5 sec. késleltetéssel/ országos bajnok,
  - 2000 méteres stílusugrásban országos bajnok,
  - összetettben országos bajnok,
- XXII. Magyar Ejtőernyős Nemzeti Bajnokságra 1983. július 29. - augusztus 5. között került sor a Győr–Pér repülőtéren, ahol 
  - 2000 méteres stílusugrásban /4 ugrás/ országos bajnok,
  - egyéni összetett versenyben – ezüstérmes,
- XXIII. Magyar Nemzeti Bajnokság megrendezésére 1985. július 21. - június 27. között került sor Békéscsabán, ahol
  - 2000 méteres stílusugrásban országos bajnok,
- XXIV. Magyar Ejtőernyős Nemzeti Bajnokságra 1986. július 21. - július 27. között került sor Gödöllőn, ahol
  - 2000 méteres stílusugrásban /3 ugrás/ - bronzérmes,
  - egyéni összetett versenyben - bronzérmes,
- XXV. Magyar Ejtőernyős Nemzeti Bajnokságot 1978. augusztus 3. - augusztus 9. között tartották meg Gödöllőn, ahol
  - 2000 méteres stílusugrásban /4 ugrás/ - bronzérmes,